# صب واي سيرفرس
صب واي سيرفرس (بالإنجليزية: Subway Surfers) هي لعبة ترفيهية مجانية، من صنع شركة (Kiloo) وشركة (Sybo) للألعاب الإلكترونية. نُشرت على أنظمة تشغيل الهواتف بنظام أندرويد بسوق بلاي ونظام آي أو إس بـ آب ستور .

## قصة اللعبة
تتحدث قصة اللعبة عن فتى اسمه «جاك» ورفاقه الذين يرسمون على القطارات ويلاحقهم شرطي وكلبه محاولين إمساكهم.

## اللعب
تتم طريقة اللعب بأن تركض باستخدام الشخصية جايك واصحابه هُروبًا من الشرطي وكلبه وتجري فوق ومن بين القطارات التي تواجهك مجمعاً أكبر عدد من القطع الذهبية لتستطيع شراء أشياء فيها من متجر اللعبة، وعند اصطدامك يُمسك بِك الشرطي. كما يُمكن أيضاً استعمال المفاتيح التي يمكنك استعمالها عند إمساك الشرطي لك.

## تحديثات اللعبة
تتحدث اللعبة باستمرار من قبل المطور وعند كل تحديث تجد نفسك في مدينة أخرى من مدن العالم، مثل:
1. rio
2. newyork
3. roma
4. Atlanta
5. Venice
6. Berlin
7. Havana
8. Iceland
9. Tokyo
10. Cairo
11. Chicago

والعديد من المدني
يمكنك أيضا استعمال الزلاجات
التي يمكنك شرائها من متجر اللعبة بسعر 300 قطعة ذهبية
التي تجعلك تكمل طريقك عند اصطدامك بقطار ولها وقت محدد.

### إصدارات اللعبة
- صب واي سيرفرس هالوين
- صب واي سيرفرس كريسماس
- صب واي سيرفرس عيد الحب
- صب واي سيرفرس نيويورك سيتي
- صب واي سيرفرس روما
- صب واي سيرفرس ريو
- صب واي سيرفرس سيدني
- صب واي سيرفرس طوكيو
- صب واي سيرفرس ميامي
- صب واي سيرفرس باريس
- صب واي سيرفرس موسكو
- صب واي سيرفرس لندن
- صب واي سيرفرس مومباي
- صب واي سيرفرس سيول
- صب واي سيرفرس مكسيكو سيتي
- صب واي سيرفرس ساو باولو
- صب واي سيرفرس لوس أنجلوس
- صب واي سيرفرس القاهرة
- صب واي سيرفرس بانكوك
- صب واي سيرفرس لاس فيغاس
- صب واي سيرفرس هاواي
- صب واي سيرفرس العربية
- صب واي سيرفرس اليونان
- صب واي سيرفرس كينيا
- صب واي سيرفرس مدغشقر
- صب واي سيرفرس هافانا
- صب واي سيرفرس ترانسلفينيا
- صب واي سيرفرس أمستردام
- صب واي سيرفرس المغرب
- صب واي سيرفرس سان بطرسبرغ

## اللعبة على الإنترنت
تعتبر اللعبة من أكثر الألعاب شعبية على الإنترنت في الوقت الحالي، حيث حازت علي ثِقة أكثر من 10 ملايين لاعب بالإضافة إلي نِصف مليون تفضيل علي جوجل بلس، إلا أنه ليس هناك الكثير من الألعاب المرتبطة بلعبة صب واي علي الإنترنت (كل الألعاب الموجودة حوالي 18 لعبة موجودة علي الرابط التالي بشكل مجمع: لعبة صب واي)، وشعبية اللعبة في ازدياد وتطور مستمر.

## وصلات خارجية
- صب واي سيرفرس على موقع Google Play (الإنجليزية)
- اب ستور
- سوق بلاي